# Championnats du monde juniors de patinage artistique 2010
Navigation
Édition précédente Édition suivante
Les Championnats du monde juniors de patinage artistique 2010 ont lieu du 9 au 13 mars 2010 au Uithof de La Haye aux Pays-Bas.

## Qualifications
Les patineurs sont éligibles à l'épreuve s'ils représentent une nation membre de l'Union internationale de patinage (International Skating Union en anglais) et s'ils ont atteint l'âge de 13 ans et pas encore 19 ans avant le 1er juillet 2009, sauf pour les messieurs qui participent au patinage en couple et à la danse sur glace où l'âge maximum est de 21 ans. Les fédérations nationales sélectionnent leurs patineurs en fonction de leurs propres critères, mais l'Union internationale de patinage exige un score minimum d'éléments techniques (Technical Elements Score en anglais) lors d'une compétition internationale avant les championnats du monde juniors.
Sur la base des résultats des championnats du monde juniors 2009, l'Union internationale de patinage autorise chaque pays à avoir de une à trois inscriptions par discipline.
| Nombre d'inscriptions                                             | Messieurs                         | Dames                             | Couples                  | Danse sur glace          |
| ----------------------------------------------------------------- | --------------------------------- | --------------------------------- | ------------------------ | ------------------------ |
| 3                                                                 | Chine États-Unis                  | Russie États-Unis                 | Canada Russie États-Unis | Canada Russie États-Unis |
| 2                                                                 | Canada Tchéquie Kazakhstan Russie | Géorgie Allemagne Slovaquie Suède | Chine Japon Suisse       | Tchéquie France Italie   |
| Si non répertorié ci-dessus, une seule inscription est autorisée. |                                   |                                   |                          |                          |

## Podiums
| Épreuves                            | Or                                | Argent                          | Bronze                          |
| ----------------------------------- | --------------------------------- | ------------------------------- | ------------------------------- |
| Messieurs résultats détaillés       | Yuzuru Hanyu                      | Song Nan                        | Artur Gachinski                 |
| Dames résultats détaillés           | Kanako Murakami                   | Agnes Zawadzki                  | Polina Agafonova                |
| Couples résultats détaillés         | Sui Wenjing / Han Cong            | Narumi Takahashi / Mervin Tran  | Ksenia Stolbova / Fedor Klimov  |
| Danse sur glace résultats détaillés | Elena Ilinykh / Nikita Katsalapov | Alexandra Paul / Mitchell Islam | Ksenia Monko / Kirill Khaliavin |

## Tableau des médailles
| Rang  | Nation     | Or | Argent | Bronze | Total |
| ----- | ---------- | -- | ------ | ------ | ----- |
| 1     | Japon      | 2  | 1      | 0      | 3     |
| 2     | Chine      | 1  | 1      | 0      | 2     |
| 3     | Russie     | 1  | 0      | 4      | 5     |
| 4     | États-Unis | 0  | 2      | 0      | 2     |
| Total | Total      | 4  | 4      | 4      | 12    |

## Détails des compétitions

### Messieurs

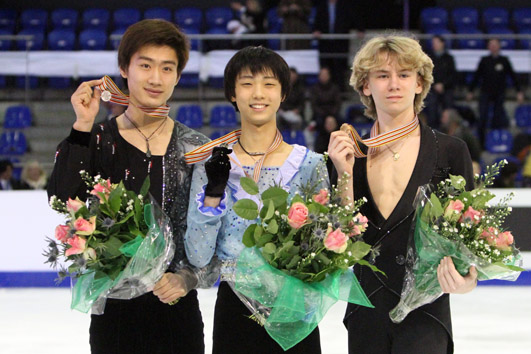
Podium des Messieurs

| Rang                                        | Nom                        | Nation             | Points | Programme court | Programme court | Programme libre | Programme libre |
| ------------------------------------------- | -------------------------- | ------------------ | ------ | --------------- | --------------- | --------------- | --------------- |
| 1                                           | Yuzuru Hanyu               | Japon              | 216.10 | 3               | 68.75           | 1               | 147.35          |
| 2                                           | Song Nan                   | Chine              | 205.25 | 5               | 67.97           | 2               | 137.28          |
| 3                                           | Artur Gachinski            | Russie             | 199.19 | 6               | 65.20           | 3               | 133.99          |
| 4                                           | Keegan Messing             | États-Unis         | 197.03 | 2               | 68.90           | 4               | 128.13          |
| 5                                           | Grant Hochstein            | États-Unis         | 194.30 | 1               | 71.35           | 7               | 122.95          |
| 6                                           | Andrei Rogozine            | Canada             | 179.81 | 13              | 56.07           | 6               | 123.74          |
| 7                                           | Artur Dmitriev Jr.         | Russie             | 177.78 | 15              | 53.90           | 5               | 123.88          |
| 8                                           | Alexander Majorov          | Suède              | 177.01 | 7               | 64.15           | 8               | 112.86          |
| 9                                           | Denis Ten                  | Kazakhstan         | 171.86 | 4               | 68.40           | 15              | 103.46          |
| 10                                          | Armin Mahbanoozadeh        | États-Unis         | 168.69 | 8               | 62.30           | 12              | 106.39          |
| 11                                          | Abzal Rakimgaliev          | Kazakhstan         | 167.88 | 10              | 58.40           | 11              | 109.48          |
| 12                                          | Javier Raya                | Espagne            | 164.41 | 9               | 60.45           | 14              | 103.96          |
| 13                                          | Morgan Ciprès              | France             | 162.01 | 16              | 52.20           | 10              | 109.81          |
| 14                                          | Liu Jiaxing                | Chine              | 161.50 | 17              | 50.95           | 9               | 110.55          |
| 15                                          | Jorik Hendrickx            | Belgique           | 159.67 | 14              | 54.20           | 13              | 105.47          |
| 16                                          | Daniel Dotzauer            | Allemagne          | 154.83 | 11              | 57.00           | 17              | 97.83           |
| 17                                          | Zang Wenbo                 | Chine              | 148.99 | 20              | 49.60           | 16              | 99.39           |
| 18                                          | Sebastian Iwasaki          | Pologne            | 142.39 | 21              | 49.60           | 18              | 92.79           |
| 19                                          | Kevin Alves                | Brésil             | 141.44 | 18              | 50.38           | 19              | 91.06           |
| 20                                          | Ronald Lam                 | Canada             | 141.31 | 12              | 56.57           | 22              | 84.74           |
| 21                                          | Petr Coufal                | Tchéquie           | 138.11 | 23              | 47.60           | 20              | 90.51           |
| 22                                          | Stephen Li-Chung Kuo       | Taipei chinois     | 136.27 | 19              | 50.04           | 21              | 86.23           |
| 23                                          | Petr Bidař                 | Tchéquie           | 131.30 | 24              | 47.50           | 23              | 83.80           |
| 24                                          | Bela Papp                  | Finlande           | 128.78 | 22              | 49.17           | 24              | 79.61           |
| Patineurs éliminés après le programme court |                            |                    |        |                 |                 |                 |                 |
| 25                                          | Kim Min-seok               | États-Unis         |        | 25              | 47.38           | NC              | NC              |
| 26                                          | Viktor Romanenkov          | Estonie            |        | 26              | 47.25           | NC              | NC              |
| 27                                          | Saverio Giacomelli         | Italie             |        | 27              | 46.37           | NC              | NC              |
| 28                                          | Mario-Rafael Ionian        | Autriche           |        | 28              | 46.23           | NC              | NC              |
| 29                                          | Stanislav Pertsov          | Ukraine            |        | 29              | 46.10           | NC              | NC              |
| 30                                          | Stéphane Walker            | Suisse             |        | 30              | 43.25           | NC              | NC              |
| 31                                          | Jakub Strobl               | Slovaquie          |        | 31              | 43.10           | NC              | NC              |
| 32                                          | Saulius Ambrulevičius      | Lituanie           |        | 32              | 42.10           | NC              | NC              |
| 33                                          | Matthew Precious           | Australie          |        | 33              | 39.25           | NC              | NC              |
| 34                                          | Slavik Hayrapetyan         | Arménie            |        | 34              | 38.50           | NC              | NC              |
| 35                                          | Mikhail Karaliuk           | Biélorussie        |        | 35              | 37.15           | NC              | NC              |
| 36                                          | Zsolt Kosz                 | Roumanie           |        | 36              | 35.28           | NC              | NC              |
| 37                                          | Kristóf Forgó              | Hongrie            |        | 37              | 34.96           | NC              | NC              |
| 38                                          | Girts Jekabsons            | Lettonie           |        | 38              | 33.24           | NC              | NC              |
| 39                                          | Harry Mattick              | Royaume-Uni        |        | 39              | 31.67           | NC              | NC              |
| 40                                          | Manol Atanassov            | Bulgarie           |        | 40              | 31.27           | NC              | NC              |
| 41                                          | Vivian John Parnell-Murphy | Irlande            |        | 41              | 30.57           | NC              | NC              |
| 42                                          | Berk Akalin                | Turquie            |        | 42              | 29.56           | NC              | NC              |
| 43                                          | Hau Jin Lee                | Hong Kong          |        | 43              | 29.13           | NC              | NC              |
| 44                                          | Ivor Mikolcevic            | Croatie            |        | 44              | 29.09           | NC              | NC              |
| 45                                          | Boyito Mulder              | Pays-Bas           |        | 45              | 27.92           | NC              | NC              |
| 46                                          | Amel Burekovic             | Bosnie-Herzégovine |        | 46              | 14.36           | NC              | NC              |

### Dames

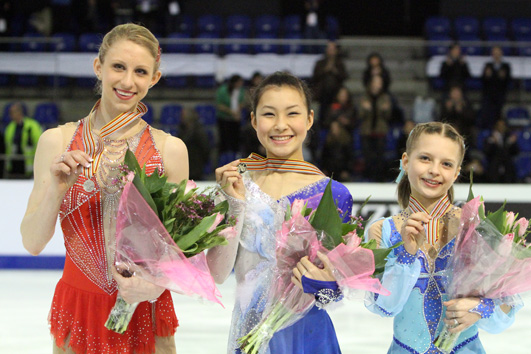
Podium des Dames

| Rang                                          | Nom                      | Nation             | Points | Programme court | Programme court | Programme libre | Programme libre |
| --------------------------------------------- | ------------------------ | ------------------ | ------ | --------------- | --------------- | --------------- | --------------- |
| 1                                             | Kanako Murakami          | Japon              | 165.47 | 2               | 59.00           | 1               | 106.47          |
| 2                                             | Agnes Zawadzki           | États-Unis         | 156.79 | 8               | 50.98           | 2               | 105.81          |
| 3                                             | Polina Agafonova         | Russie             | 154.27 | 3               | 56.28           | 4               | 97.99           |
| 4                                             | Polina Shelepen          | Russie             | 151.65 | 7               | 51.42           | 3               | 100.23          |
| 5                                             | Anna Ovcharova           | Russie             | 147.52 | 1               | 59.80           | 8               | 87.72           |
| 6                                             | Kate Charbonneau         | Canada             | 147.46 | 4               | 56.80           | 7               | 93.66           |
| 7                                             | Kiri Baga                | États-Unis         | 146.98 | 5               | 52.28           | 5               | 94.70           |
| 8                                             | Christina Gao            | États-Unis         | 143.86 | 9               | 49.34           | 6               | 94.52           |
| 9                                             | Joshi Helgesson          | Suède              | 138.13 | 6               | 52.10           | 9               | 86.03           |
| 10                                            | Julia Pfrengle           | Allemagne          | 133.05 | 11              | 47.84           | 10              | 85.21           |
| 11                                            | Léna Marrocco            | France             | 127.62 | 10              | 49.10           | 12              | 78.52           |
| 12                                            | Svetlana Issakova        | Estonie            | 124.10 | 17              | 44.48           | 11              | 79.62           |
| 13                                            | Romy Bühler              | Suisse             | 121.94 | 15              | 45.24           | 13              | 76.70           |
| 14                                            | Sıla Saygı               | Turquie            | 118.28 | 13              | 45.92           | 15              | 72.36           |
| 15                                            | Beata Papp               | Finlande           | 117.32 | 20              | 43.66           | 14              | 73.66           |
| 16                                            | Karina Johnson           | Danemark           | 115.17 | 18              | 43.94           | 16              | 71.23           |
| 17                                            | Angelica Olsson          | Suède              | 114.44 | 12              | 46.76           | 19              | 67.68           |
| 18                                            | Isabel Drescher          | Allemagne          | 111.95 | 21              | 43.12           | 17              | 68.83           |
| 19                                            | Zhu Qiuying              | Chine              | 110.55 | 24              | 42.48           | 18              | 68.07           |
| 20                                            | Francesca Rio            | Italie             | 107.12 | 16              | 44.64           | 20              | 62.48           |
| 21                                            | Alina Milevska           | Ukraine            | 105.02 | 14              | 45.36           | 22              | 59.66           |
| 22                                            | Ira Vannut               | Belgique           | 103.68 | 23              | 43.00           | 21              | 60.68           |
| 23                                            | Manouk Gijsman           | Pays-Bas           | 103.14 | 19              | 43.70           | 23              | 59.44           |
| 24                                            | Alina Fjodorova          | Lettonie           | 102.18 | 22              | 43.04           | 24              | 59.14           |
| Patineuses éliminées après le programme court |                          |                    |        |                 |                 |                 |                 |
| 25                                            | Kristina Kostková        | Tchéquie           |        | 25              | 41.88           | NC              | NC              |
| 26                                            | Anne Line Gjersem        | Norvège            |        | 26              | 41.48           | NC              | NC              |
| 27                                            | Nika Cerič               | Slovénie           |        | 27              | 39.92           | NC              | NC              |
| 28                                            | Georgia Glastris         | Grèce              |        | 28              | 39.62           | NC              | NC              |
| 29                                            | Mimi Tanasorn Chindasook | Thaïlande          |        | 29              | 39.04           | NC              | NC              |
| 30                                            | Karolína Sýkorová        | Slovaquie          |        | 30              | 38.70           | NC              | NC              |
| 31                                            | Alexandra Kunová         | Slovaquie          |        | 31              | 38.62           | NC              | NC              |
| 32                                            | Daniela Stoeva           | Bulgarie           |        | 32              | 38.60           | NC              | NC              |
| 33                                            | Melinda Wang             | Taipei chinois     |        | 33              | 37.94           | NC              | NC              |
| 34                                            | Rimgailė Meškaitė        | Lituanie           |        | 34              | 37.86           | NC              | NC              |
| 35                                            | Ariana Tarrado Ribes     | Andorre            |        | 35              | 36.60           | NC              | NC              |
| 36                                            | Zhaira Costiniano        | Philippines        |        | 36              | 36.56           | NC              | NC              |
| 37                                            | Kim Hae-lin              | Corée du Sud       |        | 37              | 36.26           | NC              | NC              |
| 38                                            | Charlotte Robbins        | Royaume-Uni        |        | 38              | 33.56           | NC              | NC              |
| 39                                            | Sabina Paquier           | Roumanie           |        | 39              | 32.56           | NC              | NC              |
| 40                                            | Sofia Bardakov           | Israël             |        | 40              | 31.72           | NC              | NC              |
| 41                                            | Isadora Williams         | Brésil             |        | 41              | 31.12           | NC              | NC              |
| 42                                            | Victoria Hübler          | Autriche           |        | 42              | 30.90           | NC              | NC              |
| 43                                            | Kristina Prilepko        | Kazakhstan         |        | 43              | 30.68           | NC              | NC              |
| 44                                            | Mila Petrovic            | Serbie             |        | 44              | 29.30           | NC              | NC              |
| 45                                            | Fanni Forgó              | Hongrie            |        | 45              | 29.16           | NC              | NC              |
| 46                                            | Brittany Lau             | Singapour          |        | 46              | 28.92           | NC              | NC              |
| 47                                            | Jaimee Nobbs             | Australie          |        | 47              | 28.12           | NC              | NC              |
| 48                                            | Celia Robledo            | Espagne            |        | 48              | 26.90           | NC              | NC              |
| 49                                            | Nadia Geldenhuys         | Afrique du Sud     |        | 49              | 25.98           | NC              | NC              |
| 50                                            | Tze Ching Lww            | Hong Kong          |        | 50              | 24.88           | NC              | NC              |
| 51                                            | Franka Vugec             | Croatie            |        | 51              | 24.82           | NC              | NC              |
| 52                                            | Ani Lominadze            | Géorgie            |        | 52              | 21.84           | NC              | NC              |
| 53                                            | Priscila Alavez          | Mexique            |        | 53              | 21.34           | NC              | NC              |
| 54                                            | Nino Abashidze           | Géorgie            |        | 54              | 18.98           | NC              | NC              |
| 55                                            | Naida Akšamija           | Bosnie-Herzégovine |        | 55              | 16.26           | NC              | NC              |

### Couples

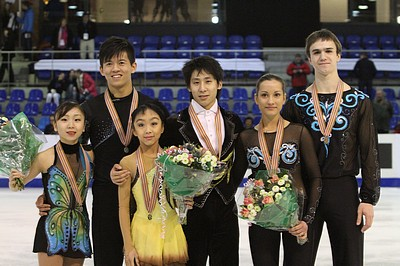
Podium des couples artistiques

| Rang                                      | Nom                                 | Nation      | Points | Programme court | Programme court | Programme libre | Programme libre |
| ----------------------------------------- | ----------------------------------- | ----------- | ------ | --------------- | --------------- | --------------- | --------------- |
| 1                                         | Sui Wenjing / Han Cong              | Chine       | 170.71 | 1               | 60.94           | 1               | 109.77          |
| 2                                         | Narumi Takahashi / Mervin Tran      | Japon       | 157.23 | 2               | 59.54           | 2               | 97.69           |
| 3                                         | Ksenia Stolbova / Fedor Klimov      | Russie      | 145.35 | 3               | 54.26           | 3               | 91.09           |
| 4                                         | Tatiana Novik / Mikhail Kuznetsov   | États-Unis  | 139.63 | 5               | 49.38           | 5               | 90.25           |
| 5                                         | Britney Simpson / Nathan Miller     | États-Unis  | 138.00 | 4               | 52.50           | 6               | 85.50           |
| 6                                         | Zhang Yue / Wang Lei                | Chine       | 135.86 | 11              | 44.90           | 4               | 90.96           |
| 7                                         | Brittany Jones / Kurtis Gaskell     | Canada      | 133.41 | 7               | 48.12           | 7               | 85.29           |
| Disqualifié                               | Yu Xiaoyu / Jin Yang                | Chine       | 129.48 | X               | 47.90           | X               | 81.58           |
| 8                                         | Margaret Purdy / Michael Marinaro   | Canada      | 129.29 | 10              | 45.24           | 8               | 84.05           |
| 9                                         | Felicia Zhang / Taylor Toth         | États-Unis  | 128.01 | 6               | 48.50           | 9               | 79.51           |
| 10                                        | Kaleigh Hole / Adam Johnson         | Canada      | 119.68 | 8               | 47.04           | 12              | 72.64           |
| 11                                        | Anna Silaeva / Artur Minchuk        | Russie      | 117.96 | 9               | 46.62           | 14              | 71.34           |
| 12                                        | Juliana Gurdhzi / Alexander Voeller | Allemagne   | 116.72 | 15              | 39.52           | 10              | 77.20           |
| 13                                        | Brynn Carman / AJ Reiss             | États-Unis  | 115.90 | 12              | 44.48           | 13              | 71.42           |
| 14                                        | Klára Kadlecová / Petr Bidař        | Tchéquie    | 115.07 | 13              | 42.18           | 11              | 72.89           |
| 15                                        | Anna Khnychenkova / Márk Magyar     | Hongrie     | 96.00  | 14              | 40.40           | 15              | 55.60           |
| Couples éliminés après le programme court |                                     |             |        |                 |                 |                 |                 |
| 16                                        | Natalia Zabiiako / Sergei Muhhin    | Estonie     |        | 16              | 35.90           | NC              | NC              |
| 17                                        | Anastasia Levshina / Jakub Tyc      | Pologne     |        | 17              | 35.80           | NC              | NC              |
| 18                                        | Rie Aoi / Wen Xiong Guo             | Hong Kong   |        | 18              | 32.42           | NC              | NC              |
| 19                                        | Catherine Clement / James Hunt      | Royaume-Uni |        | 19              | 31.80           | NC              | NC              |
| 20                                        | Stina Martini / Severin Kiefer      | Autriche    |        | 20              | 31.54           | NC              | NC              |

### Danse sur glace

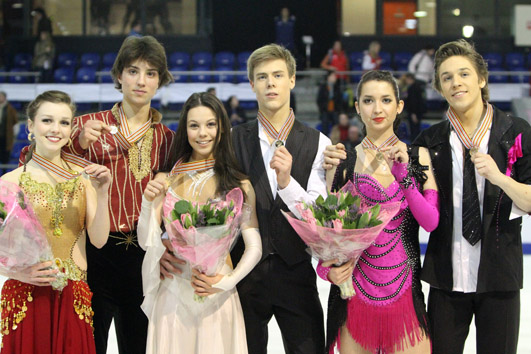
Podium de la danse sur glace

| Rang                                               | Nom                                        | Nation           | Points | Danse imposée | Danse imposée | Danse originale | Danse originale | Danse libre | Danse libre |
| -------------------------------------------------- | ------------------------------------------ | ---------------- | ------ | ------------- | ------------- | --------------- | --------------- | ----------- | ----------- |
| 1                                                  | Elena Ilinykh / Nikita Katsalapov          | Russie           | 188.28 | 1             | 37.52         | 1               | 59.94           | 1           | 90.82       |
| 2                                                  | Alexandra Paul / Mitchell Islam            | Canada           | 172.37 | 5             | 33.32         | 2               | 55.90           | 2           | 83.15       |
| 3                                                  | Ksenia Monko / Kirill Khaliavin            | Russie           | 168.81 | 4             | 34.17         | 3               | 53.55           | 5           | 81.09       |
| 4                                                  | Maia Shibutani / Alex Shibutani            | États-Unis       | 168.35 | 2             | 34.27         | 4               | 52.67           | 4           | 81.41       |
| 5                                                  | Lorenza Alessandrini / Simone Vaturi       | Italie           | 167.84 | 6             | 32.35         | 5               | 52.62           | 3           | 82.87       |
| 6                                                  | Ekaterina Pushkash / Jonathan Guerreiro    | Russie           | 162.16 | 3             | 34.20         | 6               | 48.60           | 6           | 79.36       |
| 7                                                  | Rachel Tibbetts / Colin Brubaker           | États-Unis       | 153.50 | 7             | 31.89         | 7               | 48.17           | 7           | 73.44       |
| 8                                                  | Anastasia Galyeta / Alexei Shumski         | Ukraine          | 146.96 | 8             | 29.14         | 8               | 46.30           | 8           | 71.52       |
| 9                                                  | Piper Gilles / Zachary Donohue             | États-Unis       | 141.30 | 11            | 27.83         | 9               | 45.78           | 12          | 67.69       |
| 10                                                 | Geraldine Bott / Neil Brown                | France           | 140.65 | 12            | 27.78         | 10              | 43.45           | 10          | 69.42       |
| 11                                                 | Stefanie Frohberg / Tim Giesen             | Allemagne        | 139.51 | 9             | 28.56         | 15              | 41.76           | 11          | 69.19       |
| 12                                                 | Dóra Turóczi / Balázs Major                | Hongrie          | 139.29 | 16            | 27.20         | 12              | 42.46           | 9           | 69.63       |
| 13                                                 | Olivia Nicole Martins / Alvin Chau         | Canada           | 135.63 | 13            | 27.68         | 14              | 41.96           | 13          | 65.99       |
| 14                                                 | Gabriela Kubova / Dmitri Kiselev           | Tchéquie         | 133.48 | 15            | 27.38         | 13              | 42.13           | 14          | 63.97       |
| 15                                                 | Charlotte Aiken / Josh Whidborne           | Royaume-Uni      | 132.24 | 10            | 28.29         | 11              | 42.51           | 17          | 61.44       |
| 16                                                 | Sara Hurtado / Adrià Díaz                  | Espagne          | 128.44 | 17            | 27.04         | 21              | 39.27           | 15          | 62.13       |
| 17                                                 | Katelyn Good / Nikolaj Sorensen            | Danemark         | 128.41 | 20            | 25.29         | 16              | 41.48           | 16          | 61.64       |
| 18                                                 | Oksana Klimova / Sasha Palomäki            | Finlande         | 127.82 | 14            | 27.67         | 22              | 39.07           | 18          | 61.08       |
| 19                                                 | Nikola Višňová / Lukáš Csolley             | Slovaquie        | 126.23 | 21            | 25.26         | 17              | 41.20           | 19          | 59.77       |
| 20                                                 | Justyna Plutowska / Dawid Pietrzyński      | Pologne          | 109.40 | 18            | 25.76         | 18              | 40.52           | 20          | 43.12       |
| Couples de danse éliminés après la danse originale |                                            |                  |        |               |               |                 |                 |             |             |
| 21                                                 | Sonja Pauli / Tobias Eisenbauer            | Autriche         | 64.39  | 24            | 24.48         | 19              | 39.91           | NC          | NC          |
| 22                                                 | Gabriella Papadakis / Guillaume Cizeron    | France           | 63.28  | 28            | 23.61         | 20              | 39.67           | NC          | NC          |
| 23                                                 | Abby Carswell / Andrew Doleman             | Canada           | 63.16  | 23            | 24.56         | 23              | 38.60           | NC          | NC          |
| 24                                                 | Maria Popkova / Viktor Kovalenko           | Ouzbékistan      | 62.79  | 19            | 25.74         | 25              | 37.05           | NC          | NC          |
| 25                                                 | Yiyi Zhang / Nan Wu                        | Chine            | 61.91  | 26            | 24.03         | 24              | 37.88           | NC          | NC          |
| 26                                                 | Karolína Procházková / Michal Češka        | Tchéquie         | 61.15  | 25            | 24.22         | 26              | 36.93           | NC          | NC          |
| 27                                                 | Ramona Elsener / Florian Roost             | Suisse           | 60.68  | 27            | 23.79         | 27              | 36.89           | NC          | NC          |
| 28                                                 | Irina Shtork / Taavi Rand                  | Estonie          | 60.18  | 22            | 25.24         | 28              | 34.94           | NC          | NC          |
| 29                                                 | Lesia Valadzenkava / Vitali Vakunov        | Biélorussie      | 52.89  | 29            | 22.22         | 29              | 30.67           | NC          | NC          |
| Abandon                                            | Ioana Harmony Risca / Chase Andrews Brogan | Roumanie         |        | 30            | 22.17         |                 |                 | NC          | NC          |
| Couples de danse éliminés après la danse imposée   |                                            |                  |        |               |               |                 |                 |             |             |
| 31                                                 | Sofia Sforza / Francesco Fioretti          | Italie           |        | 31            | 22.00         | NC              | NC              | NC          | NC          |
| 32                                                 | Kristina Tremasova / Dimitar Lichev        | Bulgarie         |        | 32            | 21.28         | NC              | NC              | NC          | NC          |
| 33                                                 | Ksenia Pecherkina / Aleksander Jakushin    | Lettonie         |        | 33            | 20.72         | NC              | NC              | NC          | NC          |
| 34                                                 | Ayesha Yigit / Shane Speden                | Nouvelle-Zélande |        | 34            | 17.74         | NC              | NC              | NC          | NC          |